# 뜨거운 포옹
뜨거운 포옹(Paris - When It Sizzles)은 미국에서 제작된 리처드 콰인 감독의 1964년 코미디, 멜로/로맨스 영화이다. 윌리엄 홀든 등이 주연으로 출연하였고 조지 엑셀로드 등이 제작에 참여하였다.

## 출연

### 주연
- 윌리엄 홀든
- 오드리 헵번

### 조연
- 그레고리 아슬런
- 레이몬드 버지어즈
- 크리스찬 뒤바렉스
- 에비 마란디
- 노엘 카워드
- 프레드 아스테어
- 토니 커티스
- 마를렌 디트리히
- 멜 페러

## 제작진
- 협력프로듀서: 존 R. 쿠넌
- 협력프로듀서: 카터 드 해븐 주니어
- 의상: 위베르 드 지방시